# Décharge de la Pila
La décharge de La Pila est une décharge à Hauterive dans le canton de Fribourg en Suisse. La décharge est située dans un méandre de la Sarine qui reçoit une pollution importante en PCB. Le site fait l'objet de travaux de dépollution.

## Historique
Entre 1952 et 1973, la décharge de la Pila est exploitée par la ville de Fribourg.